# Stanley (Luizjana)
Stanley – wieś w Stanach Zjednoczonych, w stanie Luizjana, w parafii DeSoto.